# Myrosław Stupar
Myrosław Iwanowycz Stupar, ukr. Мирослав Іванович Ступар, Mirosław Iwanowicz Stupar (ur. 27 sierpnia 1941 w Stanisławowie) – ukraiński piłkarz, grający na pozycji bramkarza, sędzia piłkarski.

## Kariera piłkarska
W wieku 17 lat rozpoczął karierę piłkarską w Spartaku Stanisławów. Na początku stycznia 1961 otrzymał zaproszenie od amatorskiej drużyny ze Stryja. W latach 1962–1963 występował również w klubie Wołyń Łuck. W październiku 1963 po meczu z Dynamem Kijów został zaproszony do Dynama ale grał tylko w drużynie rezerw, w składzie której zdobył mistrzostwo ZSRR spośród drużyn rezerwowych. Ale nie widząc możliwości przebić się do podstawowego składu Dynama, w styczniu 1964 odszedł do Dynama Chmielnicki. Latem 1968 postanowił wrócić do Iwano-Frankowska. Do końca roku grał w amatorskiej drużynie z Kołomyi. W 1969 bronił bramki Spartaka, kiedy to klub zdobył w turnieju finałowym awans do Klasy A. Klub awansował do klasy A, ale piłkarz podjął decyzję zakończyć karierę piłkarską.

### Kariera sędziowska
W 1970 rozpoczął karierę sędziowską. W 1972 rozpoczął pracę na stanowisku wykładowcy w Przykarpackim Instytucie Pedagogicznym w Iwano-Frankiwsku. W 1973 pomagał również trenować Spartak Iwano-Frankiwsk. Najpierw sędziował mecze regionalne, a w 1976 otrzymał prawo sędziowania w Wyższej Lidze ZSRR. W tym że roku debiutował na arenie międzynarodowej, w meczu Pucharu UEFA. W 1978 sędziował mecz towarzyski Polska - Bułgaria, a w 1979 mecz kwalifikacyjny do Euro-80 Turcja - RFN. Ogółem w najwyższej lidze radzieckiej (1976–1989) sędziował 147 spotkań oraz ponad 30 meczów międzynarodowych.
W 1982 jako jedyny przedstawiciel ZSRR sędziował na Mistrzostwach Świata w Hiszpanii w 1982. W meczu reprezentacji Francji z reprezentacją Kuwejtu przy wyniku 3:1 nie uznał bramki strzelonej w 75 min. przez Alaina Giresse'a. W akcji bramkowej z trybun rozległ się gwizdek i piłkarze z Kuwejtu zatrzymali się, a Giresse strzelił bramkę. Pod naciskiem sztabu szkoleniowego Francuzów odwołał swoją decyzję i uznał bramkę. Wtedy na boisko wszedł szejk z Kuwejtu, prezes kuwejckiej federacji. Po 5 min. rozmów z szejkiem sędzia ponownie zmienił decyzję, nie uznając bramki. Następnie jeszcze wysłuchiwał argumentacji francuskiego trenera. Dopiero po 7 minutach mecz został wznowiony. Potem jeszcze dwa razy nie uznawał prawidłowo zdobytych bramek przez Francuzów, aż w końcu meczu w 89 min. zaliczył gola Maxime'a Bossisa. Francja wygrała 4:1 ale Stupar został zdyskwalifikowany.
W 1991 zakończył karierę sędziowską. W niezależnej Ukrainie od 1994 pracował w Ukraińskim Związku Piłki Nożnej na stanowisku inspektora meczu.

## Sukcesy i odznaczenia

### Sukcesy indywidualne
- 7-krotnie wybrany do listy najlepszych sędziów Mistrzostw ZSRR: 1979–1989

### Odznaczenia
- tytuł Sędzia kategorii krajowej: 1978
- tytuł Sędzia FIFA: 1981
- złoty medal za sędziowanie 100 meczów w Mistrzostwach ZSRR